# ندریتی (نسکند)
ندریتی یا نورسیتی یا مهر ریتی روستایی در دهستان نسکند بخش نسکند شهرستان سرباز استان سیستان و بلوچستان ایران است.

## جمعیت
بر پایه سرشماری عمومی نفوس و مسکن در سال ۱۳۹۵ جمعیت این روستا ۵۲۵ نفر (۱۰۶خانوار) بوده‌است.